# Sabbataï Donnolo
Sabbataï Donnolo (hébreu: שבתי דונולו Shabbetaï Donnolo) est un médecin et astronome juif italien né à Oria dans les Pouilles en 913 et mort après 982. Il est le plus vieil auteur connu de traités de médecine parmi les Juifs mais aussi dans l'Europe chrétienne.

## Éléments biographiques
Sabbataï ben Abraham ben Yoël Donnolo naît en 913 dans la ville d'Oria où prospère, à cette époque, une petite communauté juive (it). 
Capturé lors de l'invasion sarrasine d'Oria à l’âge de douze ans, il est racheté (en) par des parents d'Otrante tandis que le reste de sa famille est emmené à Palerme et en Afrique du Nord. Désirant exercer la médecine et l'astrologie, il étudie, outre le Talmud, les textes des « Grecs, Arabes, Babyloniens et Indiens » auprès des non-Juifs car aucun Juif n'était alors versé dans ces sujets. Il devient ainsi le premier auteur juif à publier un traité de médecine mais aussi l'un des rares savants d'Italie du Sud de cette période. 
Une source chrétienne affirme qu'il exerce la médecine pour un temps à Rossano. On ignore le lieu de sa mort mais il semble évident que la pierre tombale à son nom découverte en Crimée par Abraham Firkovich, ne soit pas la sienne.

## Œuvre
L’œuvre de Sabbataï Donnolo est rédigée dans un hébreu littéraire qu'il manie avec aisance et où beaucoup de mots apparaissent pour la première fois. Il est l'un des premiers auteurs à mentionner le Midrash Tehillim. 
Il est principalement connu comme l'auteur du Sefer haYaḳar (Le Livre Précieux) ou Sefer HaMirka'hot (Le Livre des Remèdes). Compilé au terme de quarante ans de pratique médicale, il contient un antidotarium c'est-à-dire une description de plus de 100 remèdes et la façon de les préparer à partir de plantes médicinales. Ses sources sont principalement gréco-latines et un seul nom arabe de plante apparaît ; il cite aussi Assaf le Médecin.
Il est en outre l'auteur du Sefer Hakemani, commentaire au Sefer Yetsira, l'un des plus anciens textes de la Kabbale. Fortement tributaire de la pensée de son temps qui associait médecine et pharmacologie à l’étude des astres, l'auteur élabore sur Genèse 1:26 pour décrire l'homme, créé à l'image de Dieu, comme un microcosme reproduisant à son échelle l'univers créé par Dieu. Il expose en fin de préface la position des astres au mois d'eloul 946. Cette description sera reprise au mot près dans le Sefer Middot (Livre des Mesures) d'un auteur anonyme et dans le Shevet Moussar d'Eliyah Cohen. Le Sefer Hakemani a également inspiré le commentaire du Rokeah sur le Sefer Yetsira. Rachi l'évoque dans l'une de ses gloses talmudiques et il transparaît dans les écrits d'auteurs ultérieurs dont Juda Halévi dans son Kuzari.
Nombre de ses ouvrages ne sont connus que par les citations d'auteurs ultérieurs, dont un commentaire sur la Baraïta de Shmouel (en) repris dans un commentaire du Sefer Yetsira erronément attribué à Saadia Gaon.

## Postérité
L'astéroïde (77971) Donnolo porte son nom.